# Proton VPN
Proton VPN ist ein VPN-Dienst der im Jahr 2017 veröffentlicht wurde und von der Schweizer Firma Proton AG betrieben wird. Die Firma ist bekannt für ihren E-Mail-Dienst Proton Mail. Am 17. Juni 2024 gab die Firma bekannt sich zu einer Schweizer Non-Profit-Organisation umzufirmieren.
Der Quelltext zur Software wurde in diesem Zuge ebenfalls veröffentlicht und unter der der GPL-Lizenz lizenziert und ist damit Open Source.

## Eigenschaften
Stand 21. Oktober 2024, hat Proton VPN insgesamt 8.582 Server in 112 Ländern.
In einem Vergleich 10 verschiedlicher VPNs im Januar 2024 durch das Technikmagazin CHIP ging Proton VPN als der Gewinner hervor.